# Monika Kruszona
Monika Kruszona (* 4. August 1985 in Krefeld-Uerdingen) ist eine ehemalige deutsche Wasserballspielerin.

## Leben
Kruszona spielte zunächst bei Bayer Uerdingen, bevor sie zur Spielzeit 2002/03 zum Serienmeister SV Blau-Weiß Bochum in der Deutschen Wasserball-Liga wechselte. Sie ist Linkshänderin  und spielt im Center. Mehrfach gewann sie die Torjäger-Kanone, so zuletzt 2010/11 mit der Rekordzahl von 136 Treffern. In der Saison (2011/12) kehrte sie in zu ihrem Heimatverein Bayer zurück. 2012/2013 beendete sie ihre Karriere.
Mit dem SV Blau-Weiß Bochum gewann sie bisher insgesamt neun Mal die deutsche Wasserball-Meisterschaft (2003 bis 2011) und acht Mal den deutschen Wasserball-Pokal (2003 bis 2006 sowie 2008 bis 2011).

## Internationale Karriere
Für die deutsche Frauen-Wasserballnationalmannschaft nahm Kruszona an der Junioren-Weltmeisterschaft 2001 in Perth sowie an der Junioren-Weltmeisterschaft 2003 in Calgary teil, bei der sie mit ihrem Team jeweils Platz fünf erreichte. In Calgary war sie zusammen mit Teamkollegin Barbara Bujka mit 23 Toren beste Torschützin des Turniers. Für die A-Nationalmannschaft stieg sie 2001 im Alter von 15 Jahren erstmals ins Wasser und war seither eine feste Größe im Team. Mit Deutschland trat sie bei den Weltmeisterschaften 2003 in Barcelona und 2005 in Montréal sowie der Wasserball-Weltmeisterschaft 2007 im australischen Melbourne an, bei der sie mit ihrer Mannschaft den elften Platz belegte. Des Weiteren stand sie im Aufgebot Deutschlands bei den Europameisterschaften 2001 in Budapest, 2003 in Ljubljana, 2006 in Belgrad und 2008 in Málaga. Nach einer Nationalmannschaftspause im Jahre 2009 qualifizierte sich Kruszona im Mai 2010 mit der deutschen Auswahl erneut für die Europameisterschaft 2010 in Zagreb. Beim Turnier der Europa-Gruppe 2 im italienischen Messina war Kruszona mit 13 Treffern die erfolgreichste Torschützin der deutschen Mannschaft. Im Juni 2010 scheiterte sie mit dieser an der Qualifikation für die Endrunde der FINA-Weltliga.

## Erfolge
- Deutsche Meisterin mit dem SV Blau-Weiß Bochum (2003–2011)
- Deutsche Pokalsiegerin mit dem SV Blau-Weiß Bochum (2003–2006, 2008–2011)